# Maresville
Maresville (Nederlands: Mariadorp) is een gemeente in het Franse departement Pas-de-Calais (regio Hauts-de-France) en telt 79 inwoners (2009). De plaats maakt deel uit van het arrondissement Montreuil.

## Geografie
De oppervlakte van Maresville bedraagt 2,5 km², de bevolkingsdichtheid is dus 31,6 inwoners per km².
De onderstaande kaart toont de ligging van Maresville met de belangrijkste infrastructuur en aangrenzende gemeenten.

## Demografie
Onderstaande figuur toont het verloop van het inwonertal (bron: INSEE-tellingen).